# بودنزی (نیدرزاکسن)
بودنزی (به آلمانی: Bodensee) یک شهر در آلمان است که در گوتینگن واقع شده‌است. بودنزی ۸۴۷ نفر جمعیت دارد.